# Germán Águila
Germán Águila (Buenos Aires, Argentina; 25 de abril de 1998) es un futbolista argentino que juega como delantero y actualmente se desempeña en el FAS

## Clubes
| Club                         | País        | Año       |
| ---------------------------- | ----------- | --------- |
| Brown de Adrogué             | Argentina   | 2017-Act. |
| Puerto Nuevo (cedido)        | Argentina   | 2017      |
| Argentino de Merlo (cedido)  | Argentina   | 2018      |
| Ferrocarril Midland (cedido) | Argentina   | 2018-2019 |
| Luján (cedido)               | Argentina   | 2019      |
| Victoriano Arenas (cedido)   | Argentina   | 2020      |
| Brown de Adrogué             | Argentina   | 2020      |
| Victoriano Arenas (cedido)   | Argentina   | 2021      |
| Dock Sud (cedido)            | Argentina   | 2022      |
| Olancho (cedido)             | Honduras    | 2023      |
| Jocoro (cedido)              | El Salvador | 2023-Act. |

## Estadísticas
Actualizado al último partido el 17 de septiembre de 2022, según referencias:
| Club                          | Div.          | Temporada     | Liga  | Liga  | Copa Nacional | Copa Nacional | Copa Internacional | Copa Internacional | Total | Total | Prom. · |
| Club                          | Div.          | Temporada     | Part. | Goles | Part.         | Goles         | Part.              | Goles              | Part. | Goles | Prom. · |
| ----------------------------- | ------------- | ------------- | ----- | ----- | ------------- | ------------- | ------------------ | ------------------ | ----- | ----- | ------- |
| Puerto Nuevo Argentina        | 5.ª           | 2017-18       | 14    | 6     | —             | —             | —                  | —                  | 14    | 6     | 0.43    |
| Puerto Nuevo Argentina        | Total club    | Total club    | 14    | 6     | 0             | 0             | 0                  | 0                  | 14    | 6     | 0.43    |
| Argentino de Merlo Argentina  | 5.ª           | 2017-18       | 17    | 7     | —             | —             | —                  | —                  | 17    | 7     | 0.41    |
| Argentino de Merlo Argentina  | Total club    | Total club    | 17    | 7     | 0             | 0             | 0                  | 0                  | 17    | 7     | 0.41    |
| Ferrocarril Midland Argentina | 4.ª           | 2018-19       | 11    | 0     | 1             | 0             | —                  | —                  | 12    | 0     | 0       |
| Ferrocarril Midland Argentina | Total club    | Total club    | 11    | 0     | 1             | 0             | 0                  | 0                  | 12    | 0     | 0       |
| Luján Argentina               | 4.ª           | 2019-20       | 5     | 0     | —             | —             | —                  | —                  | 5     | 0     | 0       |
| Luján Argentina               | Total club    | Total club    | 5     | 0     | 0             | 0             | 0                  | 0                  | 5     | 0     | 0       |
| Victoriano Arenas Argentina   | 4.ª           | 2019-20       | 7     | 3     | —             | —             | —                  | —                  | 7     | 3     | 0.43    |
| Victoriano Arenas Argentina   | 4.ª           | 2021          | 31    | 10    | —             | —             | —                  | —                  | 31    | 10    | 0.32    |
| Victoriano Arenas Argentina   | Total club    | Total club    | 38    | 13    | 0             | 0             | 0                  | 0                  | 38    | 13    | 0.34    |
| Brown de Adrogué Argentina    | 2.ª           | 2020          | 1     | 0     | —             | —             | —                  | —                  | 1     | 0     | 0       |
| Brown de Adrogué Argentina    | Total club    | Total club    | 1     | 0     | 0             | 0             | 0                  | 0                  | 1     | 0     | 0       |
| Dock Sud Argentina            | 3.ª           | 2022          | 27    | 7     | 1             | 0             | —                  | —                  | 28    | 7     | 0.25    |
| Dock Sud Argentina            | Total club    | Total club    | 27    | 7     | 1             | 0             | 0                  | 0                  | 28    | 7     | 0.25    |
| Olancho Honduras              | 1.ª           | 2022-23       | 0     | 0     | —             | —             | —                  | —                  | 0     | 0     | 0       |
| Olancho Honduras              | Total club    | Total club    | 0     | 0     | 0             | 0             | 0                  | 0                  | 0     | 0     | 0       |
| Total carrera                 | Total carrera | Total carrera | 113   | 33    | 2             | 0             | 0                  | 0                  | 115   | 33    | 0.29    |